# همیشه آمبر
همیشه آمبر (انگلیسی: Forever Amber) فیلمی ماجرایی و درام به کارگردانی اتو پرمینگر محصول سال ۱۹۴۷ کشور ایالات متحده آمریکا است.

## بازیگر
- لیندا دارنل در نقش Amber St. Clair
- کورنل وایلد در نقش Bruce Carlton
- ریچارد گرین در نقش Lord Harry Almsbury
- جرج سندرز در نقش چارلز دوم انگلستان
- گلن لنگان در نقش Capt. Rex Morgan
- ریچارد هایدن در نقش Earl of Radcliffe
- جسیکا تندی در نقش Nan Britton
- ان رویر در نقش Mother Red Cap
- جان راسل در نقش Black Jack Mallard
- Jane Ball در نقش Corinne Carlton
- رابرت کوت در نقش Sir Thomas Dudley
- لئو جی. کارول در نقش Matt Goodgroome
- Natalie Draper در نقش Countess of Castlemaine
- مارگارت ویچرلی در نقش Mrs. Spong
- آلما کروگر در نقش Lady Redmond
- Lillian Molieri aka Lupe Mayorga در نقش کاترین براگانسا
- آلن نیپی‌یر در نقش Landale
- ایان کیت در نقش Tybalt